# Familie Sonnenfeld
Familie Sonnenfeld ist der Titel einer Fernsehfilm-Serie, die von 2005 bis 2008 produziert wurde. Schauplatz war Regensburg, ab der achten Folge auch Berlin. Regie führte Christina Kabisch. Familie Sonnenfeld wurde in der ARD und im ORF ausgestrahlt.

## Handlung
Die Familie Sonnenfeld ist eine Großfamilie, die in Regensburg wohnt. Die Familie besteht aus der Mutter Christina, Vater Carlo, den Söhnen Sven und Nico und den Töchtern Sarah und Tiffany („Tiffy“) sowie Carlos Mutter Marianne. In den einzelnen Folgen der Reihe geht es um alltägliche Nöte und Sorgen, aber auch Freuden der Familie.
Insgesamt gab es neun Folgen:
- Ein Fall für Mama (2005)
- Alle unter einem Dach (2006)
- Geheimnisse (2006)
- Vertrauen (2007)
- Glück im Unglück (2007)
- Veränderungen (2008)
- Angst um Tiffy (2008)
- Umzug in ein neues Leben (2009)
- Abschied von Oma (Finale) (2009)

### Folge 1: Ein Fall für Mama (2005)
Christina und Carlo Sonnenfeld leben mit ihren vier Kindern und Hund Otto in einem Haus in einer gutbürgerlichen Kleinstadtsiedlung in Regensburg. Es ist ihr 20. Hochzeitstag, die Abfahrt in die zweiten Flitterwochen steht bevor. Die Kinder sollen bei der Nachbarin bleiben. Plötzlich steht Carlos Mutter vor der Tür und möchte ein paar Tage bei den Sonnenfelds bleiben, weil die Handwerker ihr Haus belagern. Nach einigen Streits wird die Reise abgesagt.
Sohn Sven ist frustriert, weil er die Musterung bei der Bundeswehr nicht bestanden hat und somit kein Kampfpilot werden kann. Oma Marianne fällt auf einen Heiratsschwindler herein, die gelernte Juristin Christina steigt wieder in ihren Beruf ein und übernimmt den Fall der Schwiegermutter.

### Folge 2: Alle unter einem Dach (2006)
Die Sonnenfelds ziehen in das Haus der Schwiegermutter um. Diese wird vom plötzlichen Trubel eines siebenköpfigen Haushalts mit drei Generationen unter einem Dach erst einmal überrollt. Außerdem mischt die alte Dame sich immer wieder in Familienangelegenheiten ein.
Sohn Nico arbeitet an einem „Jugend forscht“-Projekt und löst einen Kurzschluss nach dem anderen aus. Mutter Tina bleibt mit einer Reifenpanne liegen – erhält jedoch tatkräftige Unterstützung von den hilfsbereiten Bewohnern eines Altersheims. Als Tina dabei zufällig erfährt, dass die Senioren aufgrund dubioser Spekulationen ihr Dach über dem Kopf zu verlieren drohen, übernimmt Anwältin Tina spontan das Mandat. Carlo steht vor der ersehnten Beförderung zum Abteilungsleiter, bekommt die Stelle jedoch nicht.

### Folge 3: Geheimnisse (2006)
Carlo wird von seiner neuen Chefin Ariane Schnitzler ohne Vorwarnung entlassen und schämt sich so sehr, dass er seiner Frau Tina erst einmal nichts von seiner Arbeitslosigkeit erzählt.
Der Anwalt Herr Dr. Spengler hat von Tinas Rettung des Altenheims und ihrem Erfolg vor Gericht erfahren und bietet ihr eine Stelle in seiner Anwaltskanzlei, die sie annimmt. Carlo trifft im Arbeitsamt zufällig seinen alten Studienkollegen Thorsten Becker. Thorsten ist wie Carlo auf Jobsuche und so schlägt Thorsten ihm vor, sich gemeinsam selbständig zu machen.
Nico erhält die Nachricht, dass seine Erfindung den ersten Platz bei „Jugend forscht“ gemacht hat. Tiffany will Fußballspielerin werden und gibt sich für ein Probetraining bei „TSV Jahn Regensburg“ als Junge aus.  Der Fußballclub nimmt sie auf. Sarah hat sich in den jungen Sprayer T-Rex verliebt, den sie auf seinen Graffiti-Touren begleitet, statt die Schulbank zu drücken. Als der Direktor einen ersten blauen Brief nach Hause schickt, ist es für Sarahs Versetzung fast schon zu spät und Tina hat auf ihrem Schreibtisch bereits den Fall des jungen Sprayers liegen. Marianne gewinnt beim Pferderennen eine größere Summe.

### Folge 4: Vertrauen (2007)
Vater Carlo weiß nicht, wie er den dringenden benötigten Kredit für den Start seiner neuen Firma auftreiben soll. Seine Frau Tina flirtet mit seinem Kollegen Thorsten. Sohn Sven eröffnet der Familie den Wunsch, Koch zu werden; diese sähe es lieber, wenn er studieren würde. Nico wird von seinen Mitschülern gemobbt und traut sich nicht, seinen Vater um Hilfe zu bitten. Nesthäkchen Tiffany steckt in einer Selbstfindungskrise, und die pubertierende Sarah besucht eine große Party ihres neuen Freundes.

### Folge 5: Glück im Unglück (2007)
Um mit seiner neu gegründeten Firma ins Geschäft zu kommen, hat Carlo das Haus seiner Mutter beliehen. Sohn Nico hat heimlich teure Ballerspiele aus dem Internet heruntergeladen, um seinen neuen Schulkameraden zu imponieren. Nesthäkchen Tiffany hadert mit ihrer Fußball-Karriere und Tina mit ihrer Ehe. Der angehenden Koch Sven hat sich in die schlagfertige Layla verliebt. Kurz bevor die Versteigerung des Hauses droht, entdeckt Tina, dass die Bank einen entscheidenden Fehler gemacht hat.

### Folge 6: Veränderungen (2008)
Der überraschende Ausstieg seines Geschäftspartners zwingt Carlo, die Firma aufzulösen und einstweilen als Hausmeister zu arbeiten. Er versucht, zusammen mit seiner Frau Tina, die gerade in einer Midlife-Crisis steckt, die familiären Krisen zu meistern: Sohn Nico fällt trotz seiner Hochbegabung in der Schule ab und lässt keinen an sich heran. Tochter Sarah lässt ihren Freund bei sich übernachten, und Sohn Sven steht vor dem Problem, dass dessen muslimische Freundin keinen Sex vor der Ehe will. Dann bricht die kleine Tiffany zusammen.

### Folge 7: Angst um Tiffy (2008)
Bei seinem Job als Hausmeister in einem sozialen Brennpunkt lernt Carlo den zwölfjährigen Miro kennen, der von seiner Mutter im Stich gelassen wurde. Die Sonnenfelds nehmen den verwahrlosten Jungen und seine beiden kleinen Schwestern bei sich auf. Sven macht seiner muslimischen Freundin Layla einen Antrag. Nur dank der Unterstützung seiner Oma kann Nico auf eine teure Privatschule für Hochbegabte wechseln. Die Familie wartet auf die Diagnose für die kleine Tiffany, die nach einem Zusammenbruch eine Reihe von Untersuchungen über sich ergehen lassen musste.

### Folge 8: Umzug in ein neues Leben (2009)
Carlo nimmt eine Stelle in Berlin an. Gemeinsam mit seiner Frau Tina und den Töchtern Sarah und Tiffany zieht er in eine Etagenwohnung in die Hauptstadt. Oma Marianne, Sohn Nico, der auf ein Hochbegabten-Internat wechselt sowie Sven, der seine Lehre als Koch fortsetzen will, bleiben in Regensburg zurück. Oma Marianne muss das Haus verkaufen und zieht in eine Seniorenresidenz. Tina findet in Berlin eine Stelle in einer Anwaltskanzlei, versinkt aber genau wie Carlo in einem Berg von Arbeit. Sven plant, über Berlin nach New York zu Layla zu fliegen, weil diese sich per E-Mail von ihm getrennt hat. Auch Oma Marianne und Nico machen sich auf den Weg nach Berlin. Carlo gelingt es, ein gutes Geschäft für eine Firma anzubahnen; Marianne kämpft mit Gesundheitsproblemen.

### Folge 9: Abschied von Oma(Finale)(2009)
Carlo steht in der Firma unter enormem Druck: Entweder er kann einen Großauftrag an Land ziehen oder die Filiale in der Hauptstadt wird geschlossen. Tina hat durch ihren neuen Job kaum noch Zeit, sich um die Familie zu kümmern. Nico fühlt sich wie das fünfte Rad am Wagen, Tiffany wird von Mitschülern zu Schutzgelderpressungen genötigt. Sarah lernt einen Musiker kennen und ihr Freund Timo, der zu Besuch kommt, verlangt von ihr, dass sie sich entscheidet. Sie wählt ihr neues Leben in Berlin und Timo verlässt sie. Sven fliegt nach New York und erobert Layla zurück. Oma Marianne erleidet einen Herzinfarkt und stirbt. Mit der Hochzeit von Sven und Layla endete die neunteilige Familienserie.

## Besetzung
| Hauptdarsteller    |                             |     |           |
| Marion Kracht      | Christina „Tina“ Sonnenfeld | 1–9 | 2005–2009 |
| Helmut Zierl       | Carlo Sonnenfeld            | 1–9 | 2005–2009 |
| Janos Körtge       | Nico Sonnenfeld             | 1–9 | 2005–2009 |
| Rosemarie Fendel † | Marianne Sonnenfeld †       | 1–9 | 2005–2009 |
| Jonas Laux         | Sven Sonnenfeld             | 1–9 | 2005–2009 |
| Sarah Körtge       | Sarah Sonnenfeld            | 1–9 | 2005–2009 |
| Lavinia Thelen     | Tiffany „Tiffy“ Sonnenfeld  | 1–9 | 2005–2009 |
| Andrea Bürgin      | Brigitte                    | 1–5 | 2005–2007 |
| Max Felder         | Timo                        | 4–9 | 2007–2009 |
| Sesede Terziyan    | Layla                       | 4–9 | 2007–2009 |
| Stefan Reck        | Thorsten                    | 4–7 | 2007–2008 |
| Nebendarsteller    |                             |     |           |
| Nikolaus Paryla    | Helmut Hellenwein           | 2   | 2006      |
| Rainer Goernemann  | Klinkert                    | 1–3 | 2005–2006 |
| Michael Gahr †     | Schickl                     | 1   | 2005      |
| Wolfgang Hinze     | Dr. Bernstein               | 1   | 2005      |
| Ernst Jacobi       | Martin                      | 1   | 2005      |
| Barbara de Koy     | Frau Schulze-Hellweg        | 2–6 | 2006–2008 |
| Doris Schretzmayer | Ariane Schnitzler           | 2–3 | 2006      |
| Irene Colin        | Sekretärin                  | 2–3 | 2006      |
| Markus Anton       | Banker                      | 2   | 2006      |
| Katrin Filzen      | Melanie Hermsen             | 2   | 2006      |
| Anton Pointecker   | Richter                     | 2   | 2006      |
| Michael Vogtmann   | Herr Katz                   | 2   | 2006      |
| Michael Grimm      | Tafler                      | 4–7 | 2007–2008 |
| Florian Heppert    | Mitschüler                  | 4–5 | 2006      |
| Hans-Maria Darnov  | Makler                      | 4   | 2007      |
| Joana Mendl-Fink   | Carola                      | 4   | 2007      |
| Bärbel Strecker    | Elisabeth Bärbel Strecker   | 4   | 2007      |
| Neithardt Riedel   | Herr Ackeren                | 5   | 2007      |
| Manon Straché      | Ilonka                      | 6–7 | 2007–2008 |
| Hansjürgen Hürrig  | Herr Kempe                  | 8–9 | 2008      |
| Lucas Bauer        | Miro                        | 8   | 2008      |
| Patrick Mölleken   | Bastian                     | 8   | 2008      |
|                    |                             |     |           |
| Timmi Trinks       | Internatsschüler Jo         | 8   | 2008      |
| Kurt Krömer        | Taxifahrer                  | 9   | 2009      |
| Grit Stephan       | Anwaltsgehilfin             | 9   | 2009      |

## Anmerkung
Auch wenn die Handlung der ersten sieben Folgen in Regensburg spielte, stand das Haus, in dem die Familie wohnte, in München. Es war die Villa Littmann im Münchner Stadtteil Thalkirchen. Durch den Verkauf der Villa an Siemens-Chef Peter Löscher wurde von der ARD der Umzug der Serienfamilie in eine Wohnung in Berlin angekündigt und vollzogen.